# Leopold Łacina
Leopold Kazimierz Łacina (ur. 3 listopada 1907, zm. 17 września 1939 koło Lidy) – porucznik obserwator Wojska Polskiego. 

## Życiorys
15 sierpnia 1931 Prezydent RP Ignacy Mościcki mianował go podporucznikiem ze starszeństwem z 15 sierpnia 1931 i 347. lokatą w korpusie oficerów piechoty, a Minister Spraw Wojskowych wcielił do 38 pułku piechoty w Przemyślu. 1 marca 1935 został awansowany na stopień porucznika ze starszeństwem z 1 stycznia 1935 roku i 28. lokatą w korpusie oficerów piechoty (w marcu 1939, w tym samym stopniu i starszeństwem, zajmował 4. lokatę w korpusie oficerów lotnictwa, grupa liniowa). W 1935 nadal pełnił służbę w 38 pułku piechoty.
Będąc oficerem w 5 Pułku Lotniczego stacjonującego Lidzie uczestniczył w kampanii wrześniowej, był oficerem taktycznym 51 eskadry rozpoznawczej, którą przydzielono do Samodzielnej Grupy Operacyjnej "Narew". 
16 września 1939 odebrał z bazy nr. 5 w Lidzie samolot PZL.23 "Karaś", który był wcześniej remontowany. Następnego dnia razem z plutonowym Władysławem Borysem i por. obs. Karolem Radatzem otrzymali rozkaz dołączenia do eskadry, wystartowali o godz. 6 rano. Ok. 2 km od lotniska znajdujący się na wysokości 200 metrów nad ziemią samolot eksplodował, prawdopodobnie od wibracji samolotu wybuchły znajdujące się na pokładzie maszyny odbezpieczone bomby. Cała załoga zginęła, spoczęli w zbiorowej mogile na starym cmentarzu katolickim w Lidzie.
Pośmiertnie por. Leopold Łacina został odznaczony Krzyżem Walecznych.